# Regitse Sophie Güldencrone
Regitse Sophie baronesse Güldencrone, gift Ahlefeldt og Kaas (25. maj 1710 – 18. december 1792) var en dansk adelsdame.
Hun var datter af Jørgen baron Güldencrone til Urup og blev gift med ritmester Christopher Frederik Ahlefeldt (død 1749). 30. juli 1750 ægtede hun general Henrik Bielke Kaas. Hun blev 1758 dame de l'union parfaite.